# Ročevnica
Ročevnica este o localitate din comuna Tržič, Slovenia, cu o populație de 557 de locuitori.